# Finnlines
Finnlines è una compagnia di navigazione finlandese che opera principalmente nel servizio traghetti Ro-Ro e passeggeri nel mar Baltico e nel Mare del Nord; fondata nel 1947, la compagnia è parte del Gruppo Grimaldi.

## Flotta
| Classe             | Nome        | Immagine | IMO     | Anno di costruzione | Tipo   | Lunghezza (m) | Stazza | Passeggeri | Metri lineari di carico | Velocità (nodi) | Note |
| ------------------ | ----------- | -------- | ------- | ------------------- | ------ | ------------- | ------ | ---------- | ----------------------- | --------------- | ---- |
| Superstar          | Finncanopus |          | 9902421 | 2023                | Ro-Pax | 236           | 65 692 | 1212       | 5 200                   | 21              |      |
| Superstar          | Finnsirius  |          | 9902419 | 2023                | Ro-Pax | 236           | 65 692 | 1212       | 5 200                   | 21              |      |
| Star Class         | Finnstar    |          | 9319442 | 2006                | Ro-Pax | 218,8         | 46124  | 554        | 4200                    | 22              |      |
| Star Class         | Finnmaid    |          | 9319466 | 2006                | Ro-Pax | 218,8         | 46124  | 554        | 4200                    | 22              |      |
| Star Class         | Finnlady    |          | 9336268 | 2007                | Ro-Pax | 218,8         | 46124  | 554        | 4200                    | 22              |      |
| Star Class         | Finnswan    |          | 9336256 | 2007                | Ro-Pax | 218,8         | 46124  | 554        | 4200                    | 22              |      |
| GG5G               | Finneco lll |          | 9856854 | 2022                | Ro-Ro  | 238           | 60.515 | /          | 5 800                   | 23              |      |
| GG5G               | Finneco ll  |          | 9856842 | 2022                | Ro-Ro  | 238           | 60.515 | /          | 5 800                   | 23              |      |
| GG5G               | Finneco l   |          | 9856830 | 2022                | Ro-Ro  | 238           | 60.515 | /          | 5 800                   | 23              |      |
| Classe Finnmill    | Finnmill    |          | 9212656 | 2002                | Ro-Ro  | 187,06        | 25732  | /          | 2681                    | 20              |      |
| Classe Finnmill    | Finnpulp    |          | 9212644 | 2002                | Ro-Ro  | 187,06        | 25732  | /          | 2681                    | 20              |      |
| Classe Finnhansa   | Finnpartner |          | 9010163 | 1994                | Ro-Pax | 183           | 33313  | 270        | 3050                    | 21,3            |      |
| Classe Finnhansa   | Finntrader  |          | 9017769 | 1995                | Ro-Pax | 183           | 33313  | 270        | 3050                    | 21,3            |      |
| Classe Finnclipper | Finnfellow  |          | 9145164 | 2000                | Ro-Pax | 189,7         | 33724  | 800        | 3079                    | 22              |      |
| Classe Finnarrow   | Finnbreeze  |          | 9468889 | 2011                | Ro-Ro  | 217,7         | 33816  | /          | 4195                    | 20              |      |
| Classe Finnarrow   | Finnsea     |          | 9468891 | 2011                | Ro-Ro  | 217,7         | 33816  | /          | 4195                    | 20              |      |
| Classe Finnarrow   | Finnsun     |          | 9468918 | 2012                | Ro-Ro  | 217,7         | 33816  | /          | 4195                    | 20              |      |
| Classe Finnarrow   | Finntide    |          | 9468920 | 2012                | Ro-Ro  | 217,7         | 33816  | /          | 4195                    | 20              |      |
| Classe Finnarrow   | Finnwave    |          | 9468932 | 2012                | Ro-Ro  | 217,7         | 33816  | /          | 4195                    | 20              |      |

## Rotte effettuate

### Svezia
- Kapellskär - Stoccolma
- Kapellskär - Malmö
- Kapellskär - Åre

### Finlandia
- Helsinki - Naantali
- Helsinki - Tampere
- Helsinki - Rovaniemi

### Isole Åland
- Långnäs - Mariehamn
- Mariehamn - Kastelholm Castle
- Mariehamn - Eckerö

### Germania
- Travemünde - Lubecca
- Travemünde - Amburgo
- Travemünde - Berlino